# Xenios
SBHC Xenios is een hockeyclub in de Nederlandse stad Amsterdam.
Xenios is formeel het resultaat van een fusie op 28 mei 1986 tussen AMHC Sarto en HV Badhoevedorp. De officiële clubkleuren zijn lichtblauw en grijs.
De Amsterdamse Mixed Hockey Club Sarto werd opgericht op 1 juni 1959. De oprichters waren verbonden aan het Pius X Lyceum in Amsterdam (Nieuw-West). De achternaam van paus Pius X, aan wie die school haar naam ontleende, was Sarto. De eerste jaren van het bestaan had de vereniging geen eigen velden, maar was zij altijd te gast bij andere clubs. Na enkele jaren kreeg Sarto een eigen plek in Sloten. De kleuren van Sarto waren bordeauxrood en grijs.
De Hockeyvereniging Badhoevedorp, oorspronkelijk een onderdeel van de Sportvereniging Badhoevedorp, werd opgericht op 1 september 1974. De kleuren waren geel en zwart.

## Naamgeving
Xenios is een van de vele bijnamen van oppergod Zeus. Deze geeft vreemdelingen op vreemd terrein alle gastvrijheid, maar degene die de rechten van gastvrijheid schendt, zal gestraft worden. De naam is mede een verwijzing naar de vroege geschiedenis van Sarto, toen deze club gebruik moest maken van de gastvrijheid van andere clubs.

## Locatie
De club is gevestigd op het Sportpark Sloten in het Amsterdamse stadsdeel Nieuw-West en heeft daar de beschikking over vijf watervelden. Voorheen speelde de club op Sportpark Sloten-West. Na de verhuizing in het seizoen 2019/2020 heeft de club geen wachtlijst meer voor nieuwe leden. Het nieuwe clubhuis is opgeleverd in het voorjaar van 2022.

Het clubhuis van Xenios

## Competitie eerste teams
Heren 1 en Dames 1 spelen beide in de Overgangsklasse. Voor Heren 1 is dat het geval sinds het seizoen 2018-2019 en Dames 1 speelt vanaf het seizoen 2019-2020 in de Overgangsklasse hockey.

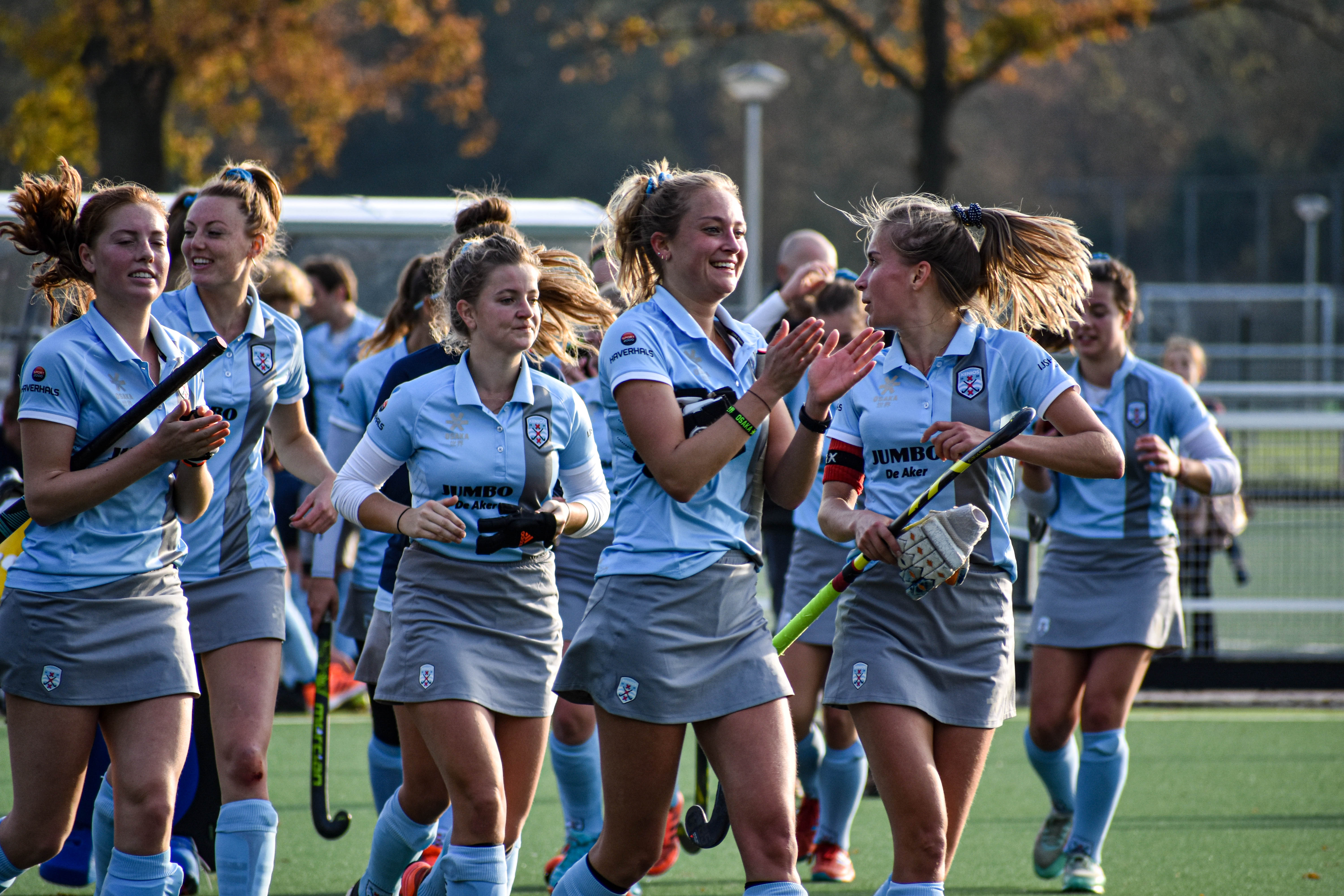
Dames 1